# 8·3 인민소비품 생산 운동
8·3 인민소비품 생산 운동 혹은 8월 3일 인민소비품 생산 운동은 1984년 8월 3일 김정일이 경공업 제품 전시장 시찰을 하며 폐기물 및 부산물을 이용한 인민소비품생산 운동을 전국적으로 확대 실시하라는 지시를 내린 사건이었다.

## 배경
1984년 8월 3일에 김정일은 평양시 경공업 제품 전시장 현지지도를 하며 폐기물 및 부산물을 이용한 인민소비품 생산 운동을 전국적으로 확대 실시하라는 지시를 하였으며 당시 김정일은 도시 내 구역, 군에서는 전문 공장들에서 생산하는 제품을 만들지 말고 주민들의 생활에 절실히 필요한 일용품들을 많이 만들도록 지시하였다.
김정일이 8월 3일에 지시하였다는 것을 계기로 8.3 인민소비품이라는 칭호가 붙여졌으며 이 같은 김정일의 지시는 곧바로 8.3 인민소비품 창조 운동이란 군중 운동으로 발기되어 북한 전역에 확대되었고, 조선민주주의인민공화국이 필요로 하는 일상 소비품은 8.3 인민소비품 생산 조직이 책임지게 되었다.

## 주요 내용[1]
8.3 인민소비품 생산 조직은 기본생산조직에 이어 비생산조직인 주민생활지역의 시, 구역, 노동자구, 군에도 광범위하게 조직되었으며 가내작업반의 적극적인 장려방침으로 1년도 안되는 기간에 1만 6,400개의 가내작업반이 생겨났다.
여기서 가내작업반, 가내편의서비스업과 가내생산협동조합이라고 주식합작제기업과 사영 집체기업의 조직이 전면적으로 허용이 되기 시작을 하였다.
가내편의서비스업은 첫째로 집에서 노는 노동력으로 부산물, 폐기물을 이용하여 생활필수품을 생산 가공하는 가공 편의업, 둘째로 생필품을 수선해주는 수리수선편의사업, 셋째로 미용과 빨래 등 위생 편의를 도모하는 위생 편의업으로 구분되며 소비품 생산과 편의서비스기능을 수행한다.
가내편의서비스는 국가투자가 없는 생산 서비스 활동이며, 중앙공업이나 지방공업을 보충하는 형태이며, 특이한 사회적 경리형태이고 기존에도 국영기업이나 지방기업에 협동경리형태로 소속된 가내작업반이 존재하였다.
이 시기 가내작업반은 부양가족이 공장에서 부산물, 폐기물을 비롯한 원료를 집에 가져다가 가공하여 제품을 생산하였으며 그리고 부업반은 부양가족을 중심으로 채소, 축산, 물고기 생산, 편의시설 생산 등 농축산물을 생산하였다.
기존에 존재했던 가내작업반 성원은 공장에 소속되어 조직적 형태를 가졌으며 계획 생산과 계획외 생산에 참여하였고 1970년대 말 1980년대 초 가내작업반은 공동노동, 공동분배의 원칙을 가지고 수익금에서 25%를 공장에 주고 나머지를 분배하는 데 월 평균 40원에서 45원 정도 분배받을 수 있어 인기였다고 한다.
첫째로 자원성에 기초하여 조직됨으로 법적 성격을 띠지 않으며 둘째로 공동 출자금으로 인한 자체경영이 진행되어 국가계획 밖의 활동이 가능하며, 셋째로 경영상 독자성을 가진다.
기존에 공장에 소속되어 조직적으로 계획 생산과 계획외 생산에 참여하던 가내작업반과 달리 8.3 가내작업반은 비조직적이며 자체적인 경제 활동이 가능하게 되었으며 가내작업반의 이러한 특징은 개인부업의 기회를 제공하였다.
조선민주주의인민공화국은 가내작업반을 통한 개인업 확장을 억제하기 위해 가내작업반은 개인업이 아니라 사회주의적 경리형태이며 국가가 소비수요를 충족 시킬 경우 없어지는 임시적 성격을 가진다고 강조하였다.

## 탈북자 사례

### 탈북자 H씨 사례[6]
만약 몰래 가내수공업 생산을 한다면 작업자 고용이 많아야 7 - 8명밖에 안되겠지만 공장 가내작업반의 명의를 활용한다면 상황이 달라지며 실제로 개인이 식료 가공품 생산 시설과 인력을 운영하더라도 식료품 공장의 가내작업반 명의만 있다면 10명 이상을 고용할 수도 있다.
사실상 제조업에 가까운 누가 봐도 불법적인 수공업 생산도 공공기관이나 더욱 상위기관의 명의를 빌린다면 불가능한 일도 아니며 가령 일반적인 식료 가공품이나 의류 등이 아닌 아예 소형 용광로를 설치해 알루미늄 잉곳을 만드는 것도 인민보안성의 명의를 빌린다면 별다른 제재 없이 할 수 있다.
이 수공업자가 알루미늄 잉곳을 처음부터 만든 것은 아니지만 장사꾼 사이에 거래를 중개하며 돈을 벌다가 주변 사람과 알루미늄 잉곳을 만들자고 하여 생산을 시작하였다고 한다.
소규모로 만들기 시작하여 확대 재생산을 하며 상당한 규모의 알루미늄 잉곳을 생산하였고 해주 제련소에서 알루미늄 원석을 가져와 다리 밑에 설치해 소형 용광로에서 알루미늄 잉곳을 만들었다.
이러하게 만든 알루미늄 잉곳은 중국에 수출하며 이런 알루미늄 잉곳의 생산과 해외 판매할 수 있는 것은 물론 개인 명의가 아닌 인민보안성의 수출품 생산기지 명의로 운영하기 때문에 가능한 일이었다.

### 탈북자 D씨 사례[9]
조선민주주의인민공화국에서 일반 개인이 또 다른 개인을 고용하는 것은 불법이었으며 누군가를 고용하여 상품 생산을 한다는 것은 언제든 비사회주의적 요소로 적발 대상이다.
그래서 보안원 등이 단속을 나오면 담배나 돈을 주며 그때 넘어가는 것일 뿐이며 다만 고난의 행군 시기를 거치며 장사나 가내수공업에 대한 인식이 바뀌었고 더군다나 단속을 나온 이조차 상당 부분 시장에 기대 사는 만큼 가내수공업을 하는 사람들을 적발하지는 않았다.
그러나 여기에 한계는 분명히 있으며 공식적이든 암묵적이든 가내수공업을 하며 작업자를 7명에서 8명까지 고용할 순 있지만 그 이상은 가내작업반으로 등록을 하여야만 한다.

### 탈북자 L씨 사례[11]
순천시 건설 사업소 지배인으로 일했던 한 탈북자는 경제위기 이후 정착 건설업 대신 공장에서 국수 제조 기계와 콩고기 가공 기계를 만들어야 했으며 기업을 운영하려면 자동차로 자재를 실어 날라야 하는데 기름도 없고 타이어도 마모되어 자동차를 쓸 수 없었다.
종합시장에 나가면 이런 것들이 다 있지만 정부에서 돈을 안주니까 자체적으로 돈을 마련해야 했고 건설사업소에도 각종 기계를 만드는 공구직장이 있어 국수 기계나 인조고기 기계를 만들어 팔았다고 한다.
실질적으로 건설 사업소에도 소형 기계를 만드는 작은 기계 공장이 있으며 심지어 식료공장에도 빵만 만드는 게 아니라 빵을 만드는데 필요한 기계도 식료공장에서 자체 생산한다.
북한은 일정 규모 이상의 큰 기업소에 대부분 공구직장이 있다.

### 국정홍보처 사례[13]
최근 황해도 지역은 주민들의 90% 이상이 가내작업반에 소속되어 있다고 할 정도로 개인이 물건을 제조해 판매하는 현상이 활성화되고 있다.
원자재를 가져다가 직접 물건을 제조하여 파는 것이 효과적이므로 개인이 직접 물건을 제조하는 가내작업반 작업을 선호하고 있으며 3 - 5명이 단체로 할 경우에는 자체적으로 가내작업반이라는 명칭을 만들어 동사무소에 신청하여 허가를 받는 등 별도의 가내작업반을 만들어 생필품을 제조하여 판매하고 있다.
별도의 가내작업반을 결성하는 이유는 법적, 행정적 문제 발생시 당국이 불법을 하였다고 잡지 못하게 함은 물론, 문제 처리도 용이하기 때문이며 이들은 개인적으로 물건을 제조, 판매하는 대가로 당국에 이윤의 3 - 10%를 세금으로 납부해야 한다.
물건 제조시 제조 설비는 주로 인근의 공장기업소에서 사온 설비를 사용하고 있으며 필요 원자재는 중국 수입품과 자체 조달품을 반반씩 섞어 활용하고 있다.
과자 사탕 등 과자류는 공장기계를 집에다 들여놓고 직접 제조하고 있으며 약품류는 과거에 약사 경력이 있는 사람들이 경험을 살려서 민간요법으로 직접 원료를 추출하여 고려약을 제조한다.
맥주는 원료를 사다가 집에서 직접 제조하고 병과 뚜껑은 별도로 외부에서 구입 또는 유리 공장에 위탁하여 직접 만들고 있으며 신발은 가죽이 부족하여 구두보다 운동화를 주로 만들고 있는데 공장에서 만든 것과 모양이 거의 차이가 없다.

## 법규 제정

### 8.3 인민소비품 생산 및 처리에 관한 규정 제정[15]
8.3 인민소비품은 기관, 기업소, 협동단체와 가내작업반 부업반, 가내편의서비스직원들이 지방의 유휴자재와 폐기물, 부산물을 동원 이용하여 만든 국가계획에 없는 제품이다.
기관, 기업소, 협동단체는 생활필수품을 전문적으로 생산하는 직장이나 작업반을 만들어 계획과 계약에 맞물려있지 않은 부산물, 폐기물, 지방원료, 자재 등을 이용해 자체적으로 8.3 인민소비품을 생산할 수 있다.
도, 시, 군 행정경제위원회와 해당 기관, 기업소들이 연로자, 부인들로 가내생산협동조합, 가내작업반, 부업반 같은 생산자 대열을 많이 조직하여야 한다.
이러한 가내작업반과 부업반의 업종선택의 기본은 주민들의 수요가 많은 일용세소상품, 식료품 가공, 편의서비스업종이며 8.3 인민소비품은 국가 계획의 지표를 받는 것이 아니기 때문에 원칙적으로 중앙의 생산 할당과 원료조달 등에서 벗어나 있다.
8.3 인민소비품의 공업생산액실적은 합의가격에서 상업부과금과 국가납부금을 빼고 남은 돈으로 계산하며 노동용량실적은 해당 기관, 기업소에서 자체로 정한 작업정량시간에 의하여 계산한다고 밝혔다.
판매수입금에서 임금을 포함한 원가를 빼고 남은 돈으로 나머지를 상금과 8.3 인민소비품을 늘리는 데와 임금의 지불 원천으로 쓸 수 있다.
8.3 인민소비품은 해당 거주 지역 시, 군 직매점에서 파는 것을 원칙으로 하되 자기 지역주민들의 수요를 충족시키고 남아서 사지 않을 때에는 다른 시, 군 직매점에 넘길 수 있다. 또한 기관, 기업소 협동단체는 생산한 8.3 인민소비품의 30% 범위에서 자체 직매점 또는 시, 군 직매점을 통하여 종업원들에게 팔아줄 수 있으며 8.3 인민소비품의 가격은 원가보다 떨어지지 않는 범위에서 생산자들과 합의하여 정한다.

### 가내작업반, 부업반 및 가내편의서비스업 관리운영규정 제정[16]
1989년 8월 11일 정무원에서 발표한 민주조선에서 가내작업반, 부업반, 가내편의서비스업 관리운영규정이 발표가 되어 큰파장을 낳고 있으며 특히 가내작업반 관리운영규정을 세심히 살피자면 가내작업반을 사실상 사적기업설립권으로 인정을 하게 되었다.
특히 가내작업반, 부업반, 가내편의서비스업 등은 각급 기관, 기업소, 협동단체와 노동자구, 동의 인민반에서 가정주부와 노인을 동원하여 조직한 노동조직으로 생필품 및 식료품의 생산과 판매에 종사한다고 되어 있으며 규정의 적용대상이 기관, 기업소, 협동단체와 노동자구, 동의 인민반과 같은 데에 조직된 가내작업반, 부업반, 가내편의서비스업, 협동조합식당, 가내축산반이라고 되어 있다.
가내편의서비스업은 가내편의서비스관리소에 등록되어 하는 것을 기본으로 하며 관리소는 가내편의서비스업의 등록 및 영업 허가를 하며 가내편의서비스활동을 감독 및 통제한다.
가내작업반과 부업반은 노동자, 사무원의 부양가족인 가정부인과 연로자들로 구성하며 규모는 3명 이상이 원칙이며 가내작업반, 부업반을 조직하거나 가내편의서비스직원으로 등록하려는 기관, 기업소, 협동단체와 공민은 소속에 관계없이, 읍, 노동자구, 동, 리 사무소의 합의를 받아야 한다.
해당 도, 시, 군 행정경제위원회는 이것을 검토하고 승인한 다음 허가증을 내주고 해당 가내작업반, 부업반의 성원과 가내편의서비스직원에게 증명서를 발급하도록 되어 있다.
이미 승인받은 가내편의서비스업종을 변경하려고 할 경우에는 도, 시, 군 행정경제위원회에 가내편의서비스업변경신청서를 내어 승인을 받아야 하며 가내편의서비스업과 같은 조직에서 중요한 것은 가내편의서비스업 성원이 적기에 등록하는 것이다.
자원성에 의거하여 집에서 쉬고 있는 사람으로 조직된 경리형태로써 생산 및 과제수행에 대한 의무성이 법적 성격을 띠지 않으며 작업반원이 공동출자금으로 낸 출자금이 자체경영운영자금이고 국가예산 밖에서 생산활동이 진행되며 원료, 자재를 자체로 해결함으로 국가 계획에 의해 보장되지 않는다.
작업반원이 공동출자금으로 낸 출자금이 자체경영운영자금이고 국가예산 밖에서 생산활동이 진행되며 원료, 자재를 자체로 해결함으로 국가 계획에 의해 보장되지 않는다고 밝혔다.
가내편의서비스업장에는 가내편의서비스업종을 표시한 간판과 영업허가증을 붙이거나 걸어놓아야 하며 간판의 형식과 규격은 광고와 관련한 법규에 맞게 하여야 한다.

### 사회주의 상업법 2004년 개정[17]
이 8.3 인민소비품 생산 규정으로 인하여 1989년부터 현재인 2020년까지 한번도 중단되지 않고 가내작업반이 유지될 수 있도록 허가를 하였고 특히 사적 기업 설립권을 법제화를 하여 인정하는 것을 확정하는 계기가 되었다.
하지만 결국 제대로된 법안이 설립이 되지 못하여 조선민주주의인민공화국의 내각의 규정으로 존재만 하여 결국 상업법의 개정이 절실히 중요하였고 이때 사회주의 상업법을 개정을 하였으며 이때 2004년에 사회주의 상업법에 가내작업반에 대한 법안이 수록되었다.
중앙상업지도기관과 지방정권기관은 주민지역의 특성과 주민의 수요에 맞게 전문, 종합서비스망을 합리적으로 배치하며 서비스 업종을 실정에 맞게 정해주어야 한다고 되어 있으며 상점, 식당, 서비스업소를 운영하려는 해당 기관과 기업소 및 협동 단체는 해당 상업지도기관의 영업허가를 받아야 하며 영업활동을 정해진 질서대로 하여야 한다고 수록이 되어 있다.
지방정권기관과 편의봉사기관과 기업소 및 협동 단체는 편의서비스 가내작업반과 가내편의서비스직원을 널리 운영하여야 한다고 되어 있으며 편의서비스 가내작업반과 가내편의서비스직원의 조직과 배치는 상업지도기관이 하게 되어 있다.
국가계획기관과 무역기관, 해당 기관은 편의서비스용 자재와 부속품을 계획에 맞물려 보장하고 상업지도기관은 편의서비스용 자재, 부속품을 정상적으로 공급하여야 한다고 되어 있어 현재 가내작업반이 서로 무역을 하며 자재를 공급받을 수 있도록 법적으로 허용이 되어 있다.

## 평가
8월 3일 인민소비품생산운동에서 상당히 영향을 받아서 조선민주주의인민공화국은 시장경제를 받아들인데다가 특히 종합시장 격인 8.3 직매점이 정식적으로 허용이 되었으며 가격제정권이 독자적으로 가내작업반과 기관, 기업소, 협동조합에 정식적으로 독자 인정이 되어 합의가격에 판매할 수 있도록 전격조치를 하였다.

### 시장경제의 부분적 승인 허용
김정일은 1984년 3월에 독립채산제에 관한 규정을 현실의 요구에 맞도록 한층 더 완성시켜 기업에서 독립채산제를 철저히 구현하도록 하지 않으면 안된다고 지시했다.
기업은 이윤의 일부 즉 최대 초과 이윤의 50%를 기업 내에 유보하여 그것을 고정자본투자, 유동자금, 보너스 등에 쓸 수 있게 되어 있으며 기업소기금 적립 한도액의 비율은 1970년대까지는 초과 이윤의 20%의 기업소 기금을 유보할 수 있도록 하였다.
하지만 1986년 4월의 정무원 결정 제20호에 의해 초과이윤에서 기업소 기금을 적립하는 한도액이 50%까지 증액되었으며 이때 계획외 생산을 인정을 하였다.
8.3 인민소비품생산운동의 경우 생산품목의 결정, 판매가격의 설정에 관해 기업 측에 자율성이 부여되어 있으며 기업은 이 운동으로 번수입의 일부를 국가에 바쳐야 하는 의무를 지고 있으며 지역에 따라 수입의 20 - 25%를 국가에 바쳐야 한다.
8.3 인민소비품의 생산은 국가로부터 기업에게 내려오는 계획과제에 포함되어 있으며 이것은 금액지표의 것이며 예를 들면 기업은 종업원 1인당 매월 5원씩 8.3 인민소비품창조운동으로 벌도록 지시가 내려오지만 어떤 품목을 생산할 것인가에 대해서 기본적으로 가내작업반에 맡겨져 있다.
가격은 사실상 합의가격으로 되어 있으며 직매점에 나와 있는 상품은 수요자와 가격을 교섭하여 합의에 도달하면 그 가격으로 팔 수 있으며 기업은 자신의 8.3 소비품이 잘 팔리지 않으면 할인하고 자신의 제품이 잘 팔리면 인상을 한다.
가내작업반 관리운영규정은 그 적용대상이 기관과 기업소 및 협동단체와 노동자구와 동의 인민반에 조직된 가내작업반, 부업반, 가내편의서비스원, 협동조합식당, 가내축산반이라고 명기되어 있다.
가내작업반 관리운영규정에는 이것 외에 식료품 가공 및 생산의 확대가 등장한다는 점은 주목할 만하고 가내작업반, 부업반, 가내편의서비스원, 협동조합식당, 가내축산반이 생산한 제품은 생산자와 직매점간의 합의에 의한 가격으로 정한다.
주민의 개별주문에 의해 서비스한 때는 그 가격을 당사자간의 합의에 의해 정한다고 되어 있으며 이들 조직의 규모는 3명 이상이라고 되어있다.

### 창평 수용소 유혈 봉기 발발[22]
당시 인근 수용소에 경비병으로 입대했던 안명철씨는 온성 제12호 수용소 폭동 진압작전에 참여한 소대장과 분대장으로부터 사건의 전말을 소상히 전해들었다고 했다. 온성지구에 오랫동안 살았던 탈북자 문현일씨도 수용소가 해체된 후 이곳을 방문한 적이 있었으며, 현지 주민들로부터 대학살의 진상을 전해 들었다고 한다.
이들에 따르면 사건은 탄광에서 일하던 한 정치범이 보위원으로부터 심하게 구타를 당하다가 반항해 그를 때려 눕히면서 시작되었으며 이를 본 보위원은 그사람을 총으로 쏴 사살하자 결국 화가난 사람들은 그사람을 결국 밟았으며 현장에는 200여명의 정치범이 있었는데 흥분한 이들이 집단으로 달려들어 그와 함께 있던 보위원까지 죽인 후 산을 넘어 보위원 사택까지 습격했다.
이 과정에서 삶을 포기하며 살아가던 정치범 수천 명이 합세하여 그 규모가 5,000명을 넘게 됐고, 마침내 대규모 봉기로 번졌다고 하며 이때 많은 사람들이 사람답게 대접을 요구하며 시위를 벌이고 많은 사람을 독려하며 일어났다.
그리고 보위원들을 발견할 때마다 닥치는대로 밟거나 때리는 등 그러한 일이 벌어졌으며 많은 사람들이 호응을 하였다고 한다.
그리하여 결국 유혈 봉기를 만들어 냈으며 특히 주민 답게 살고 싶은 마음에 모두가 힘을 합한 봉기이지만 실패를 거두었지만 결국 의미가 아주 없는 것은 아니었으며 2년 뒤 1989년 5월 27일 김정일이 시장경제의 부분적 승인 허용을 하였으며 특히 8.3 인민소비품 생산 및 처리에 관한 규정을 제정함으로 가내작업반과 가내생산협동조합을 정식적으로 창업을 허용하게 된 직접적인 원인이 크다.

### 종합시장 수공업 제품 판매 전면 허용
조선민주주의인민공화국에는 내각지시 제24호를 통해 시장 밖이나 집에서 공업상품을 가공하여 넘기거나 상품을 판매하는 대상들이 소득규모에 따라 국가납부예산을 바치도록 하였다.
그러나 가내수공업은 생산수단을 국가에 등록시키지 않고 있기 때문에 국가납부예산을 얼마든지 피해갈 방법이 있는데 가내작업반은 이점으로 인하여 2002년부터 실제 부산물이나 폐기물로 사용하지 않고 중국에 원자재 및 설비를 수입하여 가내작업반에서 수공업으로 제조하여 시장에 판매할 수 있도록 2020년 지금까지 판매를 하고 있으며 독립채산제로 가동을 하고 있어 실제 돈주가 된 사람들도 상당하다고 밝히고 있다.

### 공장기업소 생산과 판매 루트
예를 들어 제과업을 운영한 적이 있는 탈북자는 제과업을 운영하기 전 우선 탄광기계공장 지배인에게 빵롤 몇 개를 제작해 달라고 주문하면 탄광기계공장에서 빵롤을 만들어 팔아 그 자체 내에서 이윤을 보장하고 노동자의 식량도 제공했으며 즉 노동당의 더벌이 방침에 의해 공장의 자재와 기술을 팔아 연명하는 것이다.
금성뜨락또르공장에서 작업반을 통해 사출기, 신발기계, 인조고기 기계 등 많은 기계를 만들어 개인에게 팔았으며 특히 공장에는 유휴노동력 외에 기존의 설비와 소재가 갖추어 있어 기계 제작 속도가 개인 기계업자에 비해 속도가 상대적으로 빠르다.
그래서 공장기업소에서 수공업 기계를 가내작업반원에게 직접 판매하여 설비를 공장기업소에서 물자교류시장에서 거래하고 원자재는 중국으로 도입하여 수공업제품을 만들어 판매하는 일에 힘을 썻다.

### 의의
8.3 인민소비품생산운동은 중앙공업에서는 8.3 작업반으로 발전을 하게 되었으며 사적단위에서는 가내작업반, 부업반, 가내편의서비스업과 가내생산협동조합으로 발전을 하게 되었다.
특히 중앙공업일지라도 8.3 인민소비품생산에 대해서는 해당 지역의 시, 구역, 군 단위로 조선로동당, 행정기관이 관리하였으며 가내작업반에서는 동 초급당비서와 부비서로는 여맹위원장, 인민반장이 세포비서로 활약하고 가내작업반장이 관리를 하였다.
일명 대안의 사업체계처럼 집체 기업으로 발전을 하게 되었으며 특히 가내작업반장이 서열에서 4위 정도가 되었으며 실질적으로 동 초급당비서가 가내작업반을 관리를 하였다.
그렇지만 고난의 행군 이후 조선민주주의인민공화국에서는 가내작업반장에게 전면적으로 위임하고 특히 이걸로 기회삼아 가내작업반장이 실질적으로 돈주가 된 사례가 엄청 많다고 정은이 연구원이 밝혔다.
반론이 존재하며 남인숙 연구원은 인민반장이 겸한다고 제기가 된 적도 있고 특히 탈북자의 증언으로 나타나 있으며 그만큼 이 기회를 삼아 돈주가 되는 사람들도 상당하며 특히 가내작업반을 직접 조직하는 사례가 크게 늘어나고 있다.